# 21-й військовий округ (Третій Рейх)

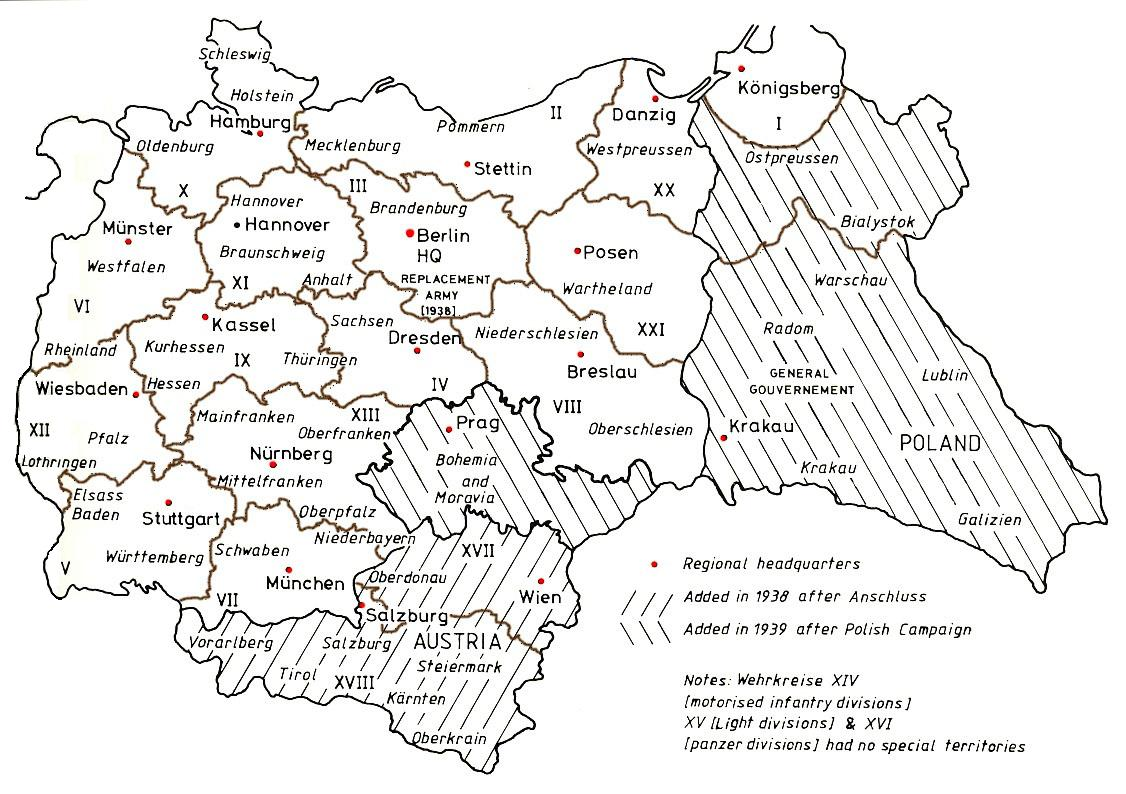
Карта військово-адміністративного розподілу Третього Рейху на 1944 рік

21-й військовий округ (нім. Wehrkreis XXI) — одиниця військово-адміністративного поділу Збройних сил Німеччини за часів Третього Рейху на території окупованої Польщі, що мав назву Країна Варти.

## Командування

### Командувачі
- генерал артилерії Вальтер Пецель (нім. Walter Petzel) (26 жовтня 1939 — 1 лютого 1945).